# イグナシオ・フローレス
イグナシオ・フローレス（英語: Ignacio Flores Ocaranza、1953年7月31日 - 2011年8月11日）は、メキシコ・メキシコシティ出身の元サッカー選手、元メキシコ代表。サッカー指導者。ポジションはDF。
自国開催の1986年W杯でゴールを決めた、同じメキシコ代表・FWのルイス・エンリケ・フローレスは弟に当たる。

## 来歴
メキシコシティで生まれ育ち、16歳の時に地元のユースチームである、トルネロ・デ・ロス・バロス（Torneo de los Barrios）でサッカーを始めた。クラブ・アメリカとCFパチューカの入団テストを受けるもどちらも不合格に終わった。1970年1月にクルス・アスルの入団テストに合格し、ユースチームでプロとしてのキャリアをスタートさせた。1971年/1972年シーズンに28試合に出場して活躍すると、翌1972年/1973年シーズンよりフルチームに加入。以後4度のプリメーラ・ディビシオン（リーグ戦）制覇と2度のカンペオン・デ・カンペオーネス獲得（カップ戦。尚、もう一つのコパ・メヒコは未獲得）に貢献した。守備範囲が広く、攻守の切り替えが上手い事で定評があった。通算18シーズンもクルス・アスルに在籍したフランチャイズ・プレイヤーだった。1990年に36歳で現役引退。エスタディオ・アステカ（メキシコシティ）で開催された、引退試合のCDグアダラハラ戦には、フローレスの勇姿を見ようと多くの観客が詰めかけた。
メキシコ代表には1975年に初招集された。1978年アルゼンチンW杯にも出場した。1980年まで12試合、代表として出場した。
引退後は、クルス・アスルのジュニアアカデミーやBチームのクルス・アスル・オアハカ（es:Cruz Azul Oaxaca、2003年～2006年まで活動した）でコーチを務めていた。
2011年8月11日、メキシコ中南部のクエルナバカ近郊を車で旅行中に、何者かに銃を27発も乱射され、殺害された。58歳没。犯人は不明だが、当所では麻薬密売ギャングたちの抗争地帯となっており、その筋のギャングである可能性が高いと言われている。

## タイトル

### チーム
いずれもクルス・アスル時代
- プリメーラ・ディビシオン・優勝 : 1972年-1973年、1973年-1974年、1978年-1979年、1979年-1980年
- カンペオン・デ・カンペオーネス : 1972年、1974年